# 十月十日鎮

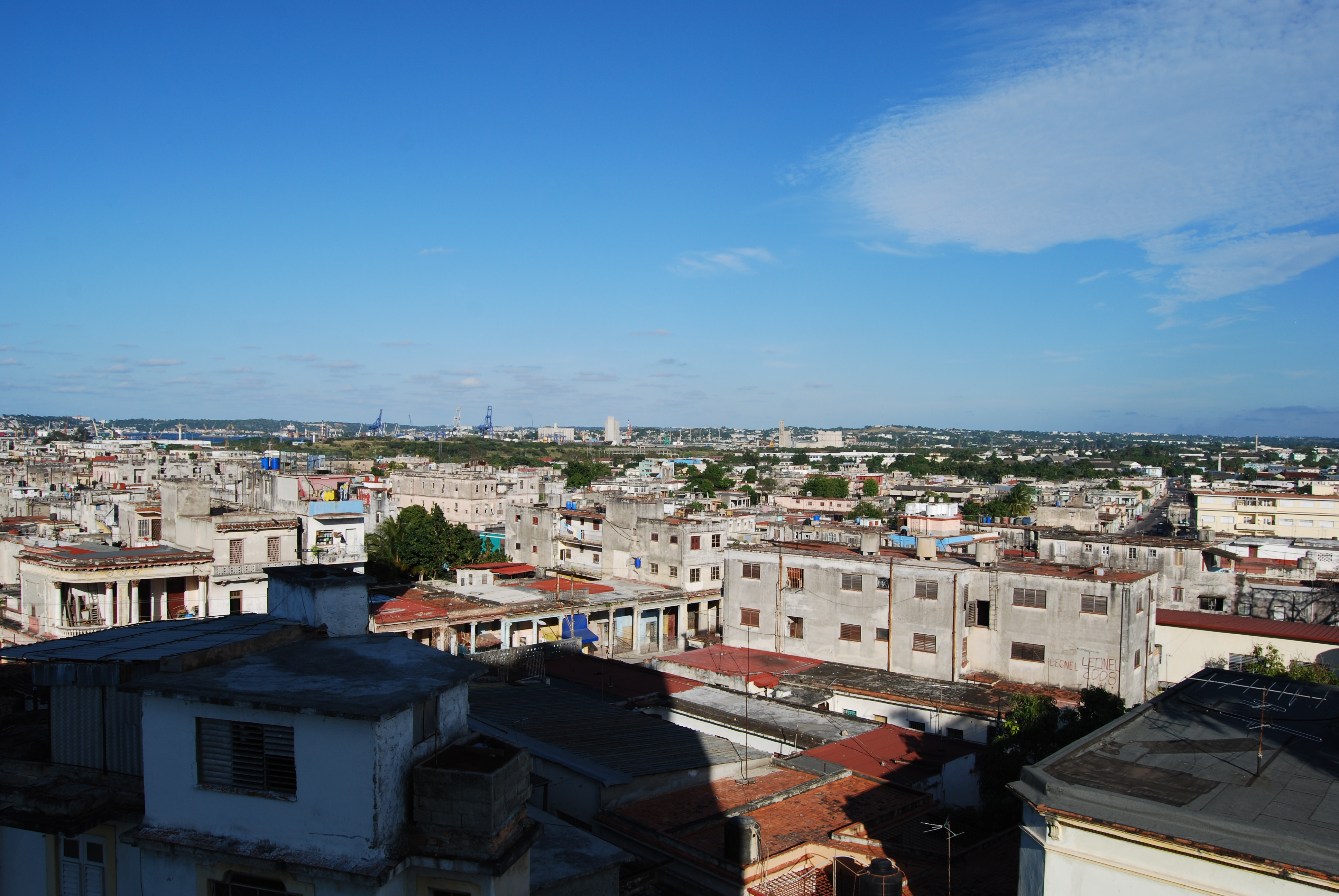

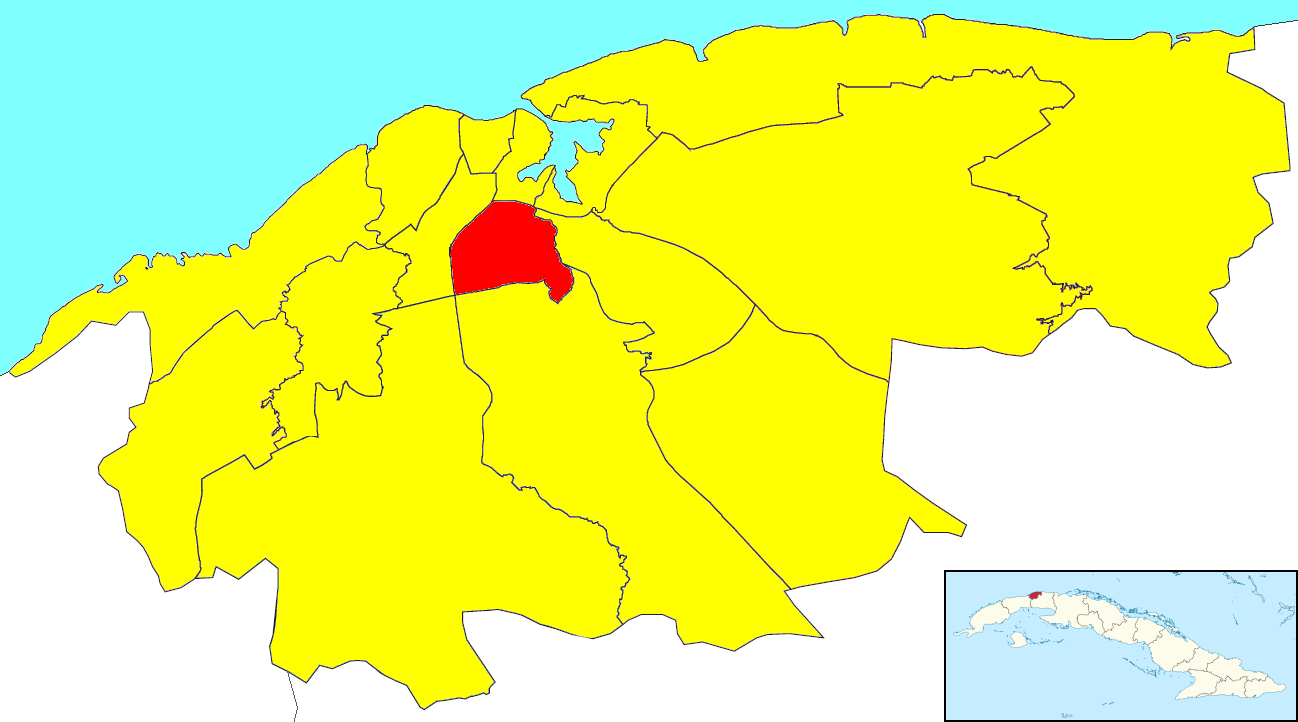

23°5′17″N 82°21′35″W / 23.08806°N 82.35972°W
十月十日鎮（西班牙語：Diez de Octubre）是古巴的城鎮，位於該國西部，由哈瓦那負責管轄，始建於十七世紀晚期，面積12平方公里，2004年人口227,293，人口密度每平方公里18.94人。